# Jan Bujno
Jan Bujno herbu Ślepowron – sędzia grodzki drohicki.
Poseł województwa podlaskiego na sejm 1570 roku.